# 나치 독일의 우랄산맥 계획

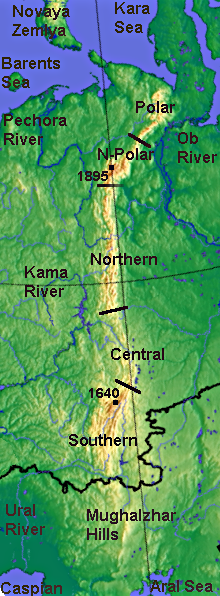
우랄 산맥의 지도.

나치 독일의 우랄산맥 계획(Ural Mountains in Nazi planning)은 나치 독일의 아돌프 히틀러가 동부 전선에서 승리할 경우, 나치 독일의 전략적 목적으로 세운 계획이다.

## 지리적 개념
우랄 산맥과 우랄강은, 전통적으로 지도학에서 유럽의 동쪽 경계로 인정되었으며, 1850년(18세기에 제안된 지 몇 백년 후이다)에, 유라시아의 경계로 공통적으로 인정되었다.
나치당은, 산맥으로 최소한으로 유럽의 국경을 설정하는 개념을 거부하고, 나중에는 문화 개념으로 설정했다. 나치의 선전에서 소련은 '아시아 국가'와 동일하게 취급하여, 나치 지도자들은 러시아인을 모두 몽골 제국의 훈족과 동일시하고, 그리고 동쪽에는 독일의 캠패인은 '아시아의 위협'에 당면한 유럽 문화의 생존을 명분으로 내세웠다. 1941년 7월 16일 대회의에서 동유럽에서의 독일의 규칙을 지정하는 자리에서, 히틀러는 참석자(마르틴 보어만, 헤르만 괴링, 알프레트 로젠베르크, 한스 라머스)에게 "오늘날 유럽의 지리적 용어가 없고, 현실적으로 아시아로 우리 국경을 연장한다"는 것을 강조했다.
히틀러도 또한 유럽의 개념을 고대 개념처럼 남쪽 끝을 그리스 반도로 로마 제국의 '확장 경계'에 대해 혼란스러워했다. 그는 독일이 전쟁에서 시작된다면, '유럽의 경계가 멀리 동쪽으로 이동하는 것'이 아닌 독일의 식민지라고 선포했다.

나치 독일의 정책에 영향을 주는 시도로, 노르웨이의 파시스트 정치가인 비드쿤 크비슬링은 독일에게 러시아 요약서의 질문에 '러시아는 자신의 아이디어를 도용했다'라고 말하며 '세계의 주요 정치 문제일지도 모른다'라고 말했다. 그는 러시아와 서유럽(게르마니아)의 경계를 드네프르강으로 생각했다. 이것은 우크라이나를 분단하지만, '지리적, 역사적 관념에서 수용할 수 있다'라고 말했다.

## 국경의 계획
알베르트 슈페어는 회고록 제3제국 인사이드에서 1941년 히틀러는 초기 우랄에 대해 심사숙고했다고 밝혔다. 소련 외무장관 뱌체슬라프 몰로토프는 1940년 베를린 회담에서 독일-소련 관계에 대해 히틀러와 요아힘 폰 리벤트로프와 대화를 나누었다. 이미 회담 전 히틀러는 독일 국방군이 다음 봄에 공격하기 위한 바르바로사 작전 계획 수립을 명령했다. 몇 개월 후, 히틀러의 육군 부관은 연필로 버그호프를 히틀러의 지구본으로 지적하고, 일본 제국과 우랄 산맥을 따라 남북으로 나누는 독일의 경계를 생각했다.
히틀러는 또한 우랄을 테이블 회담에서 동쪽으로 진출하는 독일을 위한 우랄 경계에 대해 논의하였다. 그는 이 목표를 확실히 하지만, 기본 목표는 '과격주의의 근절'을 강조하고, 군사 작전은 필요한 경우에만 시작했다. 그는 나중에 이오시프 스탈린이 '그 문제의 해결에 성공'함으로써 유럽 러시아를 잃고 '모든 것을 잃고 위태롭게' 되는 경우가 된다. 그는 스탈린이 시베리아에서 유럽 탈환은 불가능하며, 그는 만약 독일을 탈환하기 위해서는 슬로바키아까지 가야 한다고 말하고, 바르바로사 작전에 대해 '소련 제국의 사회적 붕괴'라고 하였다. 덴마크 외무장관인 에리크 스카베니우스와 1942년 11월 2일, 독일 외무장관 요아힘 폰 리벤트로프는 독일이 예상되는 북아시아에 여러 무해한 '농민 공화국'과, 유럽에는 독일이 장악할 것이라고 하였다.
1941년 9월 16일 히틀러는 파리의 독일 대사인 오토 아베츠를 언급하며, '새로운 러시아까지 우랄로' 독일은 인도까지 진군한다고 했으나, 그러나 그는 독일의 지리가 근접하여 인도보다 영국이 호의적일 것이라고 하였다.
1941년 7월 16일, 컨버런스에서는 정책을 순서대로 성문화하며 '국가의 안전 확보'와 미독일 군사력은 우랄(러시아가 아닌 모국 출신의 민병대도 포함)은 앞으로 백년 간의 전쟁을 뜻한다고 하였다. 필요한 경우, 히틀러의 미래 후계인을 정해야 했다. 이 같은 것은 미래의 동쪽의 이웃에게 독일에게 적대적인 모든 서방 힘을 막기 위해 프랑스-오스만 동맹과 앵글로-소비에트 협정 같은 일을 막으려고 했다. 어떤 러시아 국가도 이 선의 서쪽에는 존재할 수 없고, 히틀러는 실제로 산의 2-300km의 선을 정하고, 일본은 자신의 영역을 서쪽으로 제한했다고 동경 70도선으로 합의했다.
하인리히 히믈러는 1943년 산을 구상하기 위한 효과를 위해 포슨 연설을 했다. 그는 게르만 민족이 점차적으로 몇 세대의 시간동안 지배자 민족의 경계를 확장시켜야 한다고 하며, 유럽의 지도자로써 '아시아에 대한 운명의 전쟁을 제개하며', 이를 탈출해야 했다. 그는 유럽의 파괴는 '지구의 창조성을 파괴'한다고 주장했다.
우랄은 동유럽에서의 나치 식민지의 기본계획 OST의 시작지였다.

### 생존의 벽
히틀러는 나중에 적절한 경계로 산을 거부하고, '이 중간크기의 산들이' '유럽과 아시아의 경계'라는 터무니 없는 생각이라고 말하며, 그는 경계를 러시아의 강으로 지정해야 한다고 했다. 그는 '생존의 벽'으로 전투 국경이 될 것이며, 동쪽에서 '종족의 활력을 유지하기 위해' 영원한 전쟁을 시작할 것이라고 했다.
| “ | "게르만족과 슬라브족은 실제 경계로 나뉘어 있다. 우리가 원하는 곳에 그것을 배치하는 것이 우리의 임무이다. 만약 우리가 게르만족의 경계를 동쪽으로 넓히는 권리가 무엇인지 물어 보면, 우리는 국가를 위해, 그것이 무엇인지라는 인식을 통해 오른쪽으로 옮기고 있다고 할 것이다. 그것은 모든 것을 정당화한다. 이러한 질문에 대한 답변은 실증적인 성격이 될 수 있다. 그것은 너무 높은 사람들이 많아 고통스럽게 너무 비좁게 있고, 문명에 아무것도 기여하지 않은 열등한 민족은 세계에서 가장 부유한 토양에 살고 있다... 우리는 그들을 위한 인구 증가의 은혜를 주어야 하며, 그런 동시에 우리는 러시아의 홍수에 대비한 제방을 쌓아야 하며, [...] 이러한 홍수에 대해, 자연적 경계를 통한 생존의 벽을 쌓아야 한다. 영원한 전쟁은 동부 전선에서 지배자 민족이 자라는 데 도움을 주고, 그리고 자체적으로 유럽의 유연성으로 인해 원래대로 돌아가는 것을 방지할 수 있다. 우리는 25만명의 남성과 그 외 간부를 통해 동부 지역을 통제하는 것이 가능해야 한다... 우리 독일은 생활권을 위해 러시아를 점령해야 한다." | ” |
|   | — 아돌프 히틀러, |   |

'생존의 벽'은 빠르게 나의 투쟁에서 히틀러의 통치 주제가 되었다. 이것은, 독일의 국가사회주의자들에게 있어서 "아버지의 집"과 같은 미래 독일을 제시하였고, 이 안전한 장소는 "바른 인간"을 생존하게 하고, 바람직하지 않은 것도 거주하게 할 수 있었다. 이 비유적인 집은 단단한 기반과 벽을 가지고 있었으며, 오직 독일 국민만 안전한 생활 공간에 있을 수 있었다.
전쟁이 지나면서 히틀러는 이 아이디어가 더 두드러졌다. 1942년 12월 10일(스탈린그라드 전투가 독일에게 불리하게 전환된 날), 네덜란드 나치니스트 안톤 무스트는, "아시아의 파도는 유럽을 정복하고 더 높은 경주를 자처한다"라고 발언하며, 바로 이러한 위협에 벽의 건축 및 장기전을 돌입해야 한다고 주장했다. 1943년 4월 20일(히틀러의 생일), 그는 알베르트 슈페어, 카를 슈어와 함께 대서양 방벽에 사용될 기관총, 대전차 무기, 화염방사기를 이용한 벙커에 대해 논의하였다. 그는, 이 벙커는 '러시아 내의 깊은 궁극적인 국경'에 사용될 수 있다고 지적했다.

## 관련 계획
다양한 독일 기관이 동쪽에서의 여러 경계를 생각했다. 점령 관리 계획 전권자인 알프레트 로젠베르크는 1941년 4월부터 6월까지, 동중부 유럽에 대한 점령 처리를(동중부 유럽 국가 자원점령부) 바탕으로, 소련의 국민들은 기존 소련의 공화국을 포함한 대형 국경의 국가판무관부와, 소련 동북부에 대한 동방 국가판무관부를 설립했다. 이 지역은 스베르들롭스크주를 포함하여 산맥 동부도 포함되어 있었다.
독일 국방군은, 바르바로사 작전 당시 최대 군사 목적으로 A-A 선을 지정하였다. 제2차 세계 대전 동안 추축국의 아시아 분단 협상에서, 일본과 독일은 아프로-유라시아에서 동경 70도로 나누어 독일과 이탈리아 왕국은 동부, 일본은 서부로 나누기로 예정되어 있었다.

## 같이 보기
- A-A 선
- 제2차 세계 대전 동안 추축국의 아시아 분단 협상
- 동부 방벽 (방어선)
- 대동아 공영권
- 생활권
- 우랄 폭격기, 1930년 중후반 디자인된 후, 독일 공군의 전략 폭격기로 우랄 산맥이 최대 범위었음.